# Неаллергическая ринопатия
Неаллерги́ческая ринопати́я, ранее вазомото́рный рини́т или идиопати́ческий неаллерги́ческий рини́т — вид ринита, вызванный нарушениями тонуса кровеносных сосудов, который проявляется в приступах обильных выделений слизистого секрета из носа и его заложенности из-за воспаления слизистой оболочки. Является наиболее распространённым видом неаллергических хронических ринитов. Термин используется для описания симптомов ринита, для которого аллергия и инфекции не являются причинами, этиология до конца не ясна, а попытки поиска альтернативного диагноза оказались безуспешными. Обусловлен нарушением нервно-рефлекторных механизмов реакции на рефлекторные раздражения (холодный воздух, резкий запах), что ведёт к бурной реакции.

## Клиническая картина
При вазомоторном рините характерно утолщение слизистой оболочки, метаплазия эпителия в многослойный плоский, обилие бокаловидных клеток с накоплением в них слизи, отёчность стромы. В этом случае наблюдается снижение реакции на сосудосуживающие препараты и показана хирургическая коррекция толщины слизистой.
Вазомоторный ринит может протекать в виде приступов без видимых причин, в виде реакции на раздражители и аллергены, может протекать хронически. Чаще по утрам появляются заложенность носа, частое чихание, обильные водянисто-слизистые выделения из носа, иногда слезотечение. Во время приступа слизистая оболочка бледная или синюшная, особенно в области нижних носовых раковин. Как правило, выделения бесцветные и не имеют запаха; зеленоватый, желтоватый цвет, наличие запаха требует дифференцировки инфекционных заболеваний носоглотки (бактериальные осложнения вазомоторного ринита, например гайморит, могут спонтанно возникать в результате снижения местного иммунитета).
Вазомоторный ринит может сказываться на состоянии лёгких, затруднённый вдох носом приводит к понижению давления в полости лёгких и, как результат, отечности тканей, за счёт выбухания капилляров. Хронический вазомоторный ринит иногда приводит к астме. Это обусловлено сенсибилизацией отекающих тканей бронхов к физическим (холодный или сухой, воздух, пары (запахи) растворителей и других пахучих веществ, пряностей), аллергическим (пыльца, пыль) воздействиям. Кроме того, нарушается вегетативная функция дыхания (нарушаются рефлекторные реакции рецепторов в носу и носоглотке на вдох воздуха), из-за чего часто может возникать мучительная одышка из-за невозможности достичь рефлекторного ощущения, что пациент «хорошо отдышался» даже при дыхании через рот. Часто вазомоторный ринит способствует скоплению избыточного количества влаги в лёгких (выдох влажный), нормальный уровень влажности тканей нарушается, что может сказываться в затруднённом дыхании при влажной, дождливой погоде.

## Диагностика
Диагностируется на основе клинических данных с учётом исчерпывающего анамнеза, обследования головы и шеи, а также диагностических тестов, что в совокупности должно исключить инфекционные, аллергические и воспалительные причины.